# The Sun Goes Down (Living It Up)
The Sun Goes Down (Living It Up) is een lied van de Britse jazzfunkband Level 42. Het verscheen in juli 1983 als tweede single van het album Standing in the Light dat geproduceerd werd door Larry Dunn en Verdine White van de band Earth, Wind & Fire. 
De tekst is (mede)geschreven door toetsenist Mike Lindup die ook de zang op zich neemt, in afwisseling met bassist en frontman Mark King. Na het floppen van de voorgaande single Out of Sight, Out of Mind had The Sun Goes Down hoge verwachtingen in te lossen, en dat gebeurde in de zomer van 1983 toen het de eerste Britse top 10-notering werd. Daarna groeide het uit tot een liveklassieker, net als Lindups eerste hitcompositie Starchild.